# Ferdinand Gonseth
Ferdinand Gonseth (Sonvilier, 22 de setembro de 1890 — Lausana, 17 de dezembro de 1975) foi um matemático e filósofo suíço.
Foi professor do Instituto Federal de Tecnologia de Zurique, de 1929 a 1960. Foi co-fundador do periódico filosófico Dialectica. Foi aluno de Louis Kollros e Marcel Grossmann.

## Obras
- Determinismus und Willensfreiheit, Bern 1948
- Philosophie néo-scolastique et philosophie ouverte, Lausanne 1954
- La métaphysique et l'ouverture à l'expérience, Lausanne 1969)
- Le référentiel – Univers obligé de médiatisation, Lausanne 1975
- Mon itinéraire philosophique, Vevey 1994
- Logique et philosophie mathématiques, Paris 1998